# Santa Barbara (Galatina)
Santa Barbara is een plaats (frazione) in de Italiaanse gemeente Galatina.